# Tanzwut
A Tanzwut német medieval metal/indusztriális metal zenekar. 

## Története
1998-ban alakultak Berlinben, a Corvus Corax zenekar tagjai alapították. Nevük jelentése „táncőrület”, továbbá a Corvus Corax 1996-os EP-je is ugyanezt a nevet viseli, innen kapta a nevét a zenekar. Lemezeiken a középkori hangzás és az indusztriális rock/metal stílusok párosulnak. Lemezeiket az EMI, PICA Music, Teufel Records kiadók jelentetik meg.

## Diszkográfia
- Tanzwut (1999)
- Labyrinth der Sinne (2000)
- Ihr wolltet Spaß (2003)
- Tanzwut (DVD, 2004)
- Schattenreiter (2006)
- Weiße Nächte (2011)
- Morus et Diabolus (2011)
- Höllenfahrt (2013)
- Eselsmesse (2014)
- Freitag der 13. (2015)
- Schreib es mit Blut (2016)
- Seemannsgarn (2019)
- Die Tanzwut kehrt zurück (2021)
- Silberne Hochzeit (2023)